# Denis Kudla (zapaśnik)
Denis Maksymilian Kudla (ur. 24 grudnia 1994 w Raciborzu) – niemiecki zapaśnik startujący w stylu klasycznym. Brązowy medalista olimpijski z Rio de Janeiro 2016 w kategorii 85 kg i z Tokio 2020 w kategorii 87 kg.
Wicemistrz świata w 2017; trzeci w 2019. Trzeci na mistrzostwach Europy w 2016, 2018 i 2019. Brązowy medalista igrzysk wojskowych w 2019. Wicemistrz świata juniorów w 2014. Pierwszy na ME juniorów w 2014, a drugi w 2014. Mistrz Europy U-23 w 2015, a trzeci w 2017 roku.
Mistrz Niemiec w 2012, 2015, 2017, 2018 i 2019, drugi w 2011 i 2014, a trzeci w 2013 roku.